# Brug 825
Brug 825 is een bouwkundig kunstwerk in Amsterdam-Zuid.
Deze betonnen voet- en fietsbrug is gelegen in een zijpad van de Van Nijenrodeweg, die naar het Gijsbrecht van Aemstelpark voert. Brug 825 leidt naar het Ontmoetingseiland in dat park. De brug is ontworpen door architect Dirk Sterenberg, die op dat moment werkte bij of voor de bruggendienst van de Dienst der Publieke Werken. Hij kreeg de eer ontwerpen te maken voor alle toe- en uitgangen van genoemd park en kon hiermee een forse bijdrage leveren in zijn eindtotaal van 173 bruggen (gegevens 2008) voor Amsterdam.
Rondom genoemd Ontmoetingseiland werden vier bruggen verlangd welke alle hetzelfde stramien meekregen. Een V-vormige overspanning met daarop groen geschilderde leuningen met een witte balustrade. Overigens was Sterenberg deels verantwoordelijk voor het ontwerp van het Ontmoetingseiland.

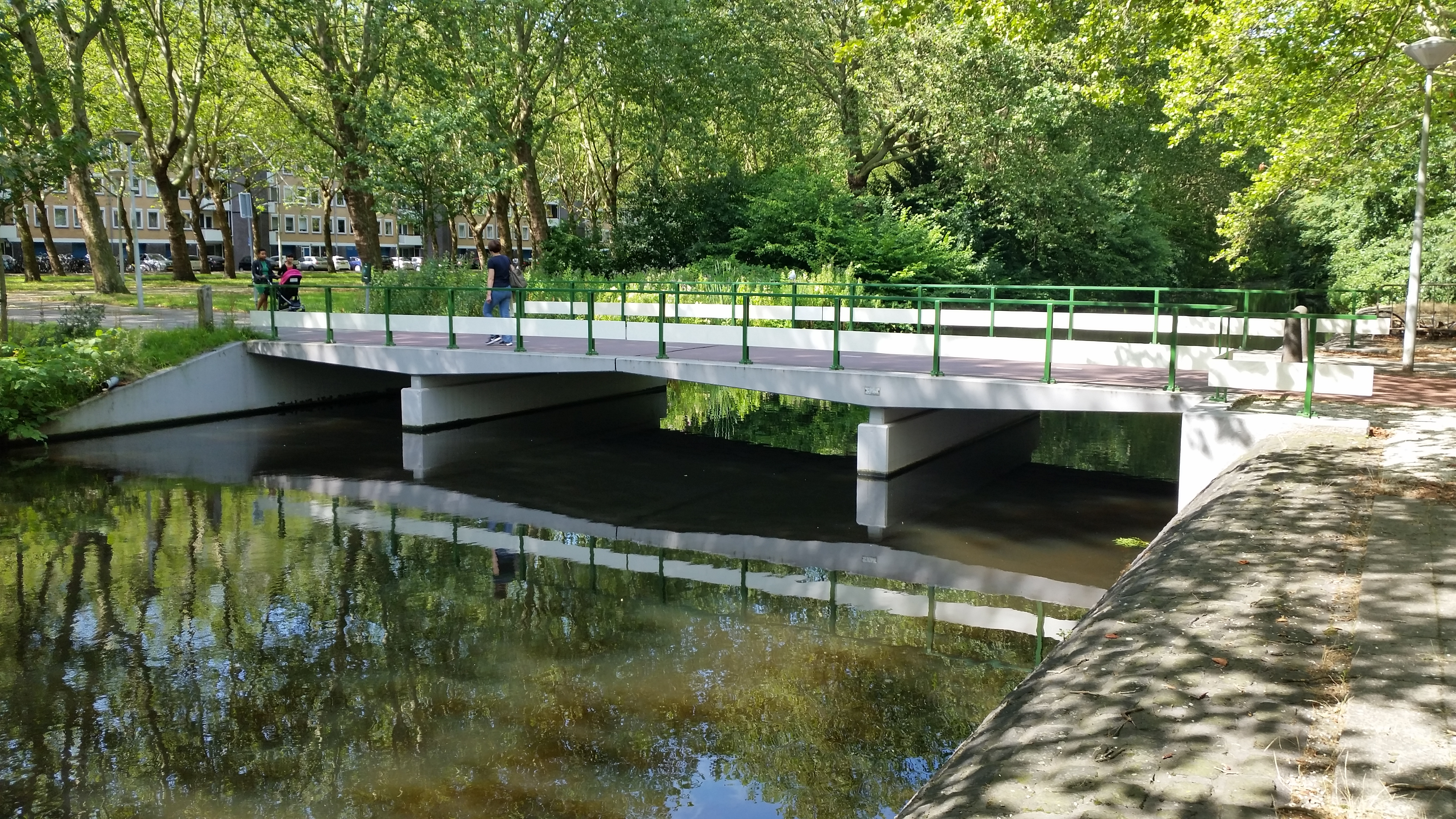
Zijaanzicht van brug 825 (juli 2019)

<<< · 801 · 802 · 803 · 804 · 805 · 808 · 811 · 812 · 813 · 814 · 815 · 816 · 817 · 818 · 819 · 820 · 821 · 822 · 823 · 824 · 825 · 826 · 827 · 828 · 829 · 830 · 831 · 832 · 833 · 834 · 835 · 836 · 837 · 838 · 839 · 840 · 841 · 842 · 844 · 845 · 846 · 848 · 849 · 850 ·  854 · 856 · 857 · 858 · 859 · 860 · 863 · 864 · 865 · 866 · 867 · 868 · 869 · 870 · 871 · 872 · 873 · 875 · 876 · 877 · 889 · 890 · 891 · 892 · 893 · 895 · 896 · 897 · 898 · 899 · >>>
Brugnummers 800, 806, 807, 809, 810, 843 (gesloopt, Uilenstede, Amstelveen), 847 (Uilenstede, Amstelveen) , 851 (gesloopt, Dirk Sterenberg), 852 (gesloopt, Dirk Sterenberg), 853 (gesloopt, Dirk Sterenberg), 855, 861, 862, 874, 878, 879, 880, 881, 882, 883, 884, 885, 886, 887, 888, 894 zijn niet (meer) vergeven.